# Doug Roby
Douglas Fergusson Roby (24 mars 1898 - 31 mars 1992) fut un athlète américain et un représentant officiel des Jeux olympiques.

## Biographie
Roby Doug naquit à Port Tobacco Village dans le Maryland et grandit à Chicago, Illinois, où il fréquenta la Wendell Phillips High School. En 1916, il a reçu une bourse à l'Académie militaire du Michigan à Brighton, dans le Michigan, où il a aidé l'équipe de football à une saison invaincue qui tombe.
Après avoir joué au football à l'Université Phillips et à l'Université du Michigan, il a travaillé pour American Metal Products Company, un fabricant de pièces automobiles, de 1923 à 1963. De 1951 à 1953, il fut président de l'Union athlète amateur, alors l'organe directeur de l'Amérique pour De nombreux sports amateurs. Il fut aussi vice-président (1953-65) et président (1965-68) du Comité olympique des États-Unis et l'un des deux membres américains du Comité international olympique (1952-84). En tant que président de l'USOC lors des Jeux olympiques d'été de 1968, il fut à l'origine de la demande d'expulsion des athlètes afro-américains Tommie Smith et John Carlos après leur salut Black Power lors d'une cérémonie de remise des médailles.